# トロント連続殺人事件
トロント連続殺人事件は、カナダのトロントで、2010年から2017年にわたって続いた連続殺人事件。
2018年1月18日に66歳の造園業のブルース・マッカーサー（Bruce McArthur）が逮捕された。8名が殺害され、逮捕後マッカーサーの家の裏庭で行方不明になっていた被害者の切断遺体が発見された。被害者は多くがゲイタウンであるチャーチアンドウェルズリーの住人であった。
マッカーサーはトロントで活動した最も悪名高き殺人犯であり、最高齢の殺人犯である。2019年1月29日、マッカーサーはオンタリオ州高等裁判所において８件の第一級殺人罪で有罪を認め、25年間仮釈放の資格がない終身刑を言い渡された。

## 犯人

### 幼少期
トーマス・ドナルド・ブルース・マッカーサーはは1951年10月8日にオンタリオ州のリンジーで生まれた。実家であるカワーサレイクスの農場では両親が不良少年達を養子として常時10人前後預かっており、家族の友人曰く一家の評判は良かったという。
郊外の複式学級で学んだマッカーサーであったが、同級生によると教師に気に入られようと積極的にふるまったり、仲が悪い生徒のいたずらを教師に告げ口するような子供だったという。一方で歌が上手く、コンテストで優勝したことでも知られていた。
マッカーサーの母親はアイルランドのカトリック教徒、父親はスコットランドの長老派でどちらも敬虔な信者であった。両親の間で諍いが起こった際にマッカーサーは母親を支持したため、厳格な父親からは嘲笑された。マッカーサーは父が自分の同性愛的傾向を察知していたのかもしれないと後に感じた。
マッカーサーは、当時のオンタリオ州の田舎町では異常と見なされたであろう自分の性癖を受け入れられずにいた。
地元の高校卒業後（ここでのちの妻であるジャニス・キャンベルと出会い交際を始める）、カレッジのビジネスコースに進学。卒業後に23歳でジャニスと結婚し、2児に恵まれる。